# John Kirk
 (décembre 2022).
La mise en forme du texte ne suit pas les recommandations de Wikipédia : il faut le « wikifier ».
Les points d'amélioration suivants sont les cas les plus fréquents. Le détail des points à revoir est peut-être précisé sur la page de discussion.
- Les titres sont pré-formatés par le logiciel. Ils ne sont ni en capitales, ni en gras.
- Le texte ne doit pas être écrit en capitales (les noms de famille non plus), ni en gras, ni en italique, ni en « petit »…
- Le gras n'est utilisé que pour surligner le titre de l'article dans l'introduction, une seule fois.
- L'italique est rarement utilisé : mots en langue étrangère, titres d'œuvres, noms de bateaux, etc.
- Les citations ne sont pas en italique mais en corps de texte normal. Elles sont entourées par des guillemets français : « et ».
- Les listes à puces sont à éviter, des paragraphes rédigés étant largement préférés. Les tableaux sont à réserver à la présentation de données structurées (résultats, etc.).
- Les appels de note de bas de page (petits chiffres en exposant, introduits par l'outil «  Source ») sont à placer entre la fin de phrase et le point final[comme ça].
- Les liens internes (vers d'autres articles de Wikipédia) sont à choisir avec parcimonie. Créez des liens vers des articles approfondissant le sujet. Les termes génériques sans rapport avec le sujet sont à éviter, ainsi que les répétitions de liens vers un même terme.
- Les liens externes sont à placer uniquement dans une section « Liens externes », à la fin de l'article. Ces liens sont à choisir avec parcimonie suivant les règles définies. Si un lien sert de source à l'article, son insertion dans le texte est à faire par les notes de bas de page.
- La présentation des références doit suivre les conventions bibliographiques. Il est recommandé d'utiliser les modèles {{Ouvrage}}, {{Chapitre}}, {{Article}}, {{Lien web}} et/ou {{Bibliographie}}. Le mode d'édition visuel peut mettre en forme automatiquement les références.
- Insérer une infobox (cadre d'informations à droite) n'est pas obligatoire pour parachever la mise en page.

Pour une aide détaillée, merci de consulter Aide:Wikification.
Si vous pensez que ces points ont été résolus, vous pouvez retirer ce bandeau et améliorer la mise en forme d'un autre article.
Pour les articles homonymes, voir Kirk.

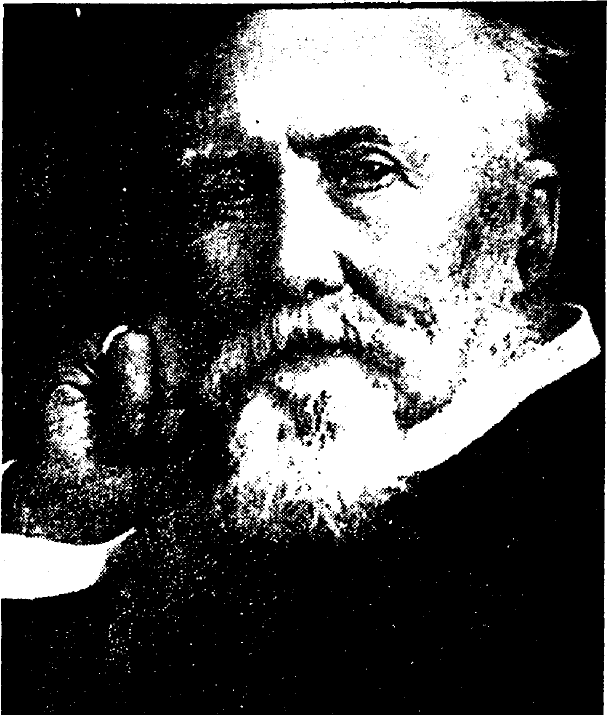
John Kirk.

Sir John Kirk est un explorateur, un médecin, un naturaliste britannique, né le 19 décembre 1832 à Barry, près d’Arbroath (Écosse) et mort le 15 janvier 1922.

## Biographie
Il est diplômé de médecine à l’université d'Édimbourg. Il participe à l’expédition de David Livingstone (1813-1873) en 1858 sur la côte du Mozambique pour reconnaître le bassin du Zambèze et à la mort de Livingstone lui succède dans la lutte contre l'esclavage.
Revenu épuisé en Europe en 1863, il devient ensuite consul de Zanzibar de 1866 à 1886. John Kirk est devenu membre de la Royal Society le 9 juin 1887 et membre honoraire de la Zoological Society of London en 1888.

## Liste partielle des publications
- 'Account of the Zambezi District, in South Africa, with a Notice of Its Vegetable and Other Products', Transactions of the Botanical Society (1864), 8, 197-202....
- 'Ascent of the Rovuma', Proceedings of the Royal Geographical Society of London (1864-1865), 9, 284-8.
- 'Dimorphism in the Flowers of Monochoria Vaginalis', Journal of the Linnean Society: Botany (1865), 8, 147.
- 'Extracts of a Letter of Dr. Kirk to Alex Kirk, Esq., Relating to the Livingstone Expedtion', Report of the British Association for the Advancement of Science (1859), 185-6.
- 'Hints to Travellers - Extracts from a Letter from John Kirk', Journal of the Royal Geographical Society (1864), 34, 290-2.
- 'Letter Dated 28 February Replying to Dr. Peters', Proceedings of the Zoological Society of London (1865), 227.
- 'Letter from Dr. John Kirk (of the Livingstone Expedition), Dated H.M Ship Pioneer, River Shire, East Africa, 14th December 1861.' Transactions of the Botanical Society (1862), 7, 389-92.
- 'Letter from Dr. John Kirk, Physician and Naturalists to the Livingstone Expedition, Relative to the Country near Lake Shirwa, in Africa', Transactions of the Botanical Society (1859), 6, 317-21, plate VII.
- 'Letter from John Kirk to Professor Balfour', Transactions of the Botanical Society (1864), 8, 110-1.
- 'List of Mammalia Met with in Zambesia, East Tropical Africa', Proceedings of the Zoological Society of London (1864), 649-60.
- 'Notes on the Gradient of the Zambesi, on the Level of Lake Nyassa, on the Murchison Rapids, and on Lake Shirwa', Journal of the Royal Geographical Society (1865), 35, 167-9.
- 'Notes on Two Expeditions up the River Rovuma, East Africa', Journal of the Royal Geographical Society (1865), 35, 154-67.
- 'On a Few Fossil Bones from the Alluvial Strata of the Zambesi Delta', Journal of the Royal Geographical Society (1864), 34, 199-201.
- 'On a New Dye-Wood of the Genus Cudranea, from Tropical Africa', Journal of the Linnean Society: Botany (1867), 9, 229-30.
- 'On a New Genus of Liliaceæ from East Tropical Africa', Transactions of the Linnean Society (1864), 24, 497-9.
- 'On a New Harbour Opposite Zanzibar', Proceedings of the Royal Geographical Society of London (1866-1867), 11, 35-6.
- 'On Musa Livingstoniana, a New Banana from Tropical Africa', Journal of the Linnean Society: Botany (1867), 9, 128.
- 'On the "Tsetse" Fly of Tropical Africa (Glossina Morsitans, Westwood).' Journal of the Linnean Society: Zoology (1865), 8, 149-56.
- 'On the Birds of the Zambezi Region of Eastern Tropical Africa', Ibis (1864), 6, 307-39.
- 'On the Palms of East Tropical Africa', Journal of the Linnean Society: Botany (1867), 9, 230-5.
- 'Report on the Natural Products and Capabilities of the Shire and Lower Zambesi Valleys', Proceedings of the Royal Geographical Society of London (1861-1862), 6, 25-32.